# ميخائيل موري
ميخائيل موري (بالإنجليزية: Michael Mori)‏ هو ضابط أمريكي، ولد في 4 أكتوبر 1965 في بيفرلي في الولايات المتحدة.